# Deborah Sampson

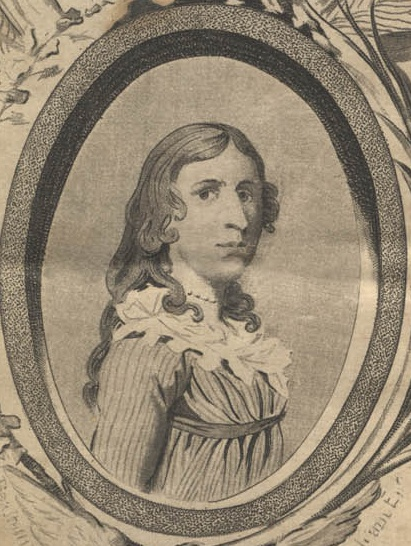
Deborah Sampson

Deborah Sampson Gannett, auch Deborah Samson oder Deborah Sampson (* 17. Dezember 1760 in Plympton, Province of Massachusetts Bay; † 19. April 1827 in Sharon, Massachusetts), war eine US-amerikanische Soldatin und Vortragsreisende. Sie diente verkleidet als Mann unter dem Namen Robert Shurtliff in der Kontinentalarmee während des Amerikanischen Unabhängigkeitskriegs.

## Leben
Deborah Sampson wurde im Jahr 1760 in Plympton, Massachusetts als eines von sieben Kindern von Jonathan Sampson jr. und Deborah Bradford Sampson geboren. Ihre Eltern konnten ihre Abstammung auf frühe Siedler zurückführen, die bereits mit der Mayflower ins Land gekommen waren. Ihre Mutter war eine Nachfahrin des Kolonialgouverneurs von Massachusetts William Bradford. Nachdem ihr Vater von einer Seefahrt nicht zurückkehrte, wie die Familie annahm (tatsächlich hatte er die Familie verlassen, um in Maine eine andere Familie zu gründen), musste ihre inzwischen verarmte Mutter die Kinder in fremde Haushalte schicken. Zu diesem Zeitpunkt war Deborah Sampson fünf Jahre alt. Deborah Sampson gelangte in den Haushalt der älteren Witwe Mary Prince Thatcher, die ihr rudimentär Lesen und Schreiben beibrachte. Dies löste bei ihr den Wunsch nach Bildung aus, der für ein Mädchen zu dieser Zeit eher unüblich war. Fünf Jahre später starb Mary Thatcher und im Alter von 10 Jahren wurde Deborah Sampson als Indentur-Dienerin in den Haushalt des Diakons Benjamin Thomas, eines Farmers in Middleborough, und seiner großen Familie gegeben. Thomas hatte zehn Söhne und hielt nicht viel von Bildung für Frauen, so dass sie nur lernen konnte, indem sie den abendlichen Berichten der Söhne über das in der Schule Gelernte folgte. Nachdem ihr Vertrag mit ihrem 18. Geburtstag beendet war, konnte sie aufgrund ihrer selbst erarbeiteten Bildung im Sommer als Lehrerin und im Winter als Weberin arbeiten. Zusätzlich verkaufte sie kleine Werkzeuge und Hilfsmittel aus Holz, wie Spindeln, die sie selbst herstellte.

## Leben als Soldat
Sampson versuchte im Jahr 1781 in die Armee einzutreten. Sie verkleidete sich als Mann und mit einer Größe von 1,7 m war sie selbst für einen Mann zu ihrer Zeit recht groß. Da sie schlank war und nur eine kleine Brust besaß, ging sie als junger Mann durch. Sie nahm den Namen Timothy Thayer an und meldete sich zu Beginn des Jahres 1782 in Middleborough zur Armee. Ihre Identität wurde jedoch aufgedeckt, noch bevor ihr Dienst begann. Daraufhin wurde sie im September aus der First Baptist Church of Middleborough ausgewiesen.
Middleborough verlassend, ging Sampson zum Hafen nach New Bedford und gelangte nach Boston, wo sie im Mai 1782 als Robert Shurtleff aus Uxbridge in die Kontinentalarmee eintrat. Sampson wurde in das 4th Massachusetts Regiment unter dem Kommando von George Webb aufgenommen. Es war eine Einheit der Leichten Infanterie.
Ihre Aufgabe war das Auskundschaften der neutralen Gegend um Manhattan, um den Aufbau der britischen Armee festzustellen, da George Washington im Juni 1782 einen Angriff plante. Gemeinsam mit zwei Offizieren führte sie 30 Infanteristen durch das Gebiet. Es mündete in einer Schlacht gegen die Tories. Weiter war sie an einem Überfall auf eine Stellung beteiligt, bei der 15 Männer gefangen genommen wurden. Rund um das Hauptquartier von Yorktown grub sie Schützengräben, half beim Sturm auf eine britische Redoute und unterlag Kanonenfeuer.
Sampson diente mehr als zwei Jahre in der Armee ohne entdeckt zu werden. Sie wurde verwundet, entfernte sich selbst mit einem Messer eine Kugel aus dem Oberschenkel und war danach leicht behindert. Sie wurde als Diener  General John Paterson zugeteilt und im Juni 1783 wurde ihre Einheit nach Philadelphia verlegt, um dort eine Meuterei von Soldaten niederzuschlagen, die auf ausstehenden Sold warteten. In Philadelphia erkrankte sie während einer Epidemie schwer an einer Infektionskrankheit und wurde ins Krankenhaus unter die Obhut von Dr. Barnabas Binney gebracht. Dieser erkannte ihr Geschlecht und brachte sie zu sich nach Hause, um sie durch seine Frau und Töchter pflegen zu lassen. Nachdem sie nach einigen Monaten genesen war und zurück zum Dienst unter General Paterson sollte, gab Binney ihr eine Notiz für den General mit. In dieser offenbarte Binney Paterson ihr Geschlecht und dieser zeigte sich durch ihren Mut und Einsatz so beeindruckt, dass er dafür sorgte, das Sampson am 25. Oktober 1783 ehrenvoll aus der Armee entlassen wurde. Nach ihrer Entlassung kehrte sie nach Massachusetts zurück.

## Nach dem Dienst in der Armee
Sampson heiratete Benjamin Gannett, einen Farmer, und ließ sich in Sharon nieder. Mit ihm hatte sie drei Kinder, Earl, Mary, und Patience. Zudem adoptierten sie ein weiteres Mädchen, Susanna.
Das Leben und die Arbeit auf der Farm reichten kaum für den Unterhalt der Familie, so kämpfte Deborah Gannett um die Anerkennung einer Rente durch den Bundesstaat. Sie reiste ab 1802 auf einer Vortragsreise durch Amerika und berichtete von ihren Erlebnissen im Krieg. Teilweise zog sie sich dazu ihre Militäruniform an und gestattete dem Schriftsteller Herman Mann, einen Roman über ihr Leben zu schreiben. Das Buch trägt den Titel: Deborah Sampson, The Female Review or memoirs of an American Young Lady.
Ihre Vortragsreise begann sie im Juni 1802, diese dauerte bis in den April 1803. Sie hielt ihre Vorträge in jeder größeren Town von Massachusetts und im Hudson River Valley und beendete sie in New York City. Gannett wurde bei ihren Vorträgen als The American Heroine gefeiert. Sie trug während des Vortrags normale Kleidung einer Frau. Am Ende eines Vortrages sangen die Besucher patriotische Lieder und Gannett kehrte in ihrer Militäruniform zurück auf die Bühne. Dort führte sie eine komplexe, 27-stufige militärische Übung mit ihrer Muskete vor.
Unterstützung in ihrem Kampf um eine militärische Rente fand sie bei Paul Revere, einem Helden des Unabhängigkeitskrieges, der ihr auch Geld lieh, sowie dem Kongressabgeordneten William Eustis aus Massachusetts und ihrem alten Kommandanten General John Paterson. Sie hatte im Jahr 1792 durch eine Petition bei der Legislative von Massachusetts eine einmalige Nachzahlung in Höhe von £34 erhalten und nach ihrer Vortragsreise kämpfte sie um eine Versehrtenrente. Diese wurde ihr im Jahr 1805 bewilligt und sie erhielt eine Einmalzahlung in Höhe von $104 sowie eine jährliche Rente in Höhe von $48. Diese wandelte sie im Jahr 1818 in eine jährliche Gesamtrente in Höhe von $96 um. Bis zu ihrem Tod kämpfte sie um eine rückwirkende Rente.
Nach längerer Krankheit starb Deborah Gannett am 29. April 1827. Da die Familie kein Geld für einen Grabstein hatte, blieb das Grab bis Mitte des 19. Jahrhunderts unmarkiert. Erst dann wurde ein Grabstein aufgestellt, auf dem zunächst stand: „Deborah, Wife of Benjamin Gannett“. Einige Jahre später erinnerte man sich an ihr Leben und ergänzte: „Deborah Sampson Gannett/Robert Shurtliff/The Female Soldier“.

## Ehrungen

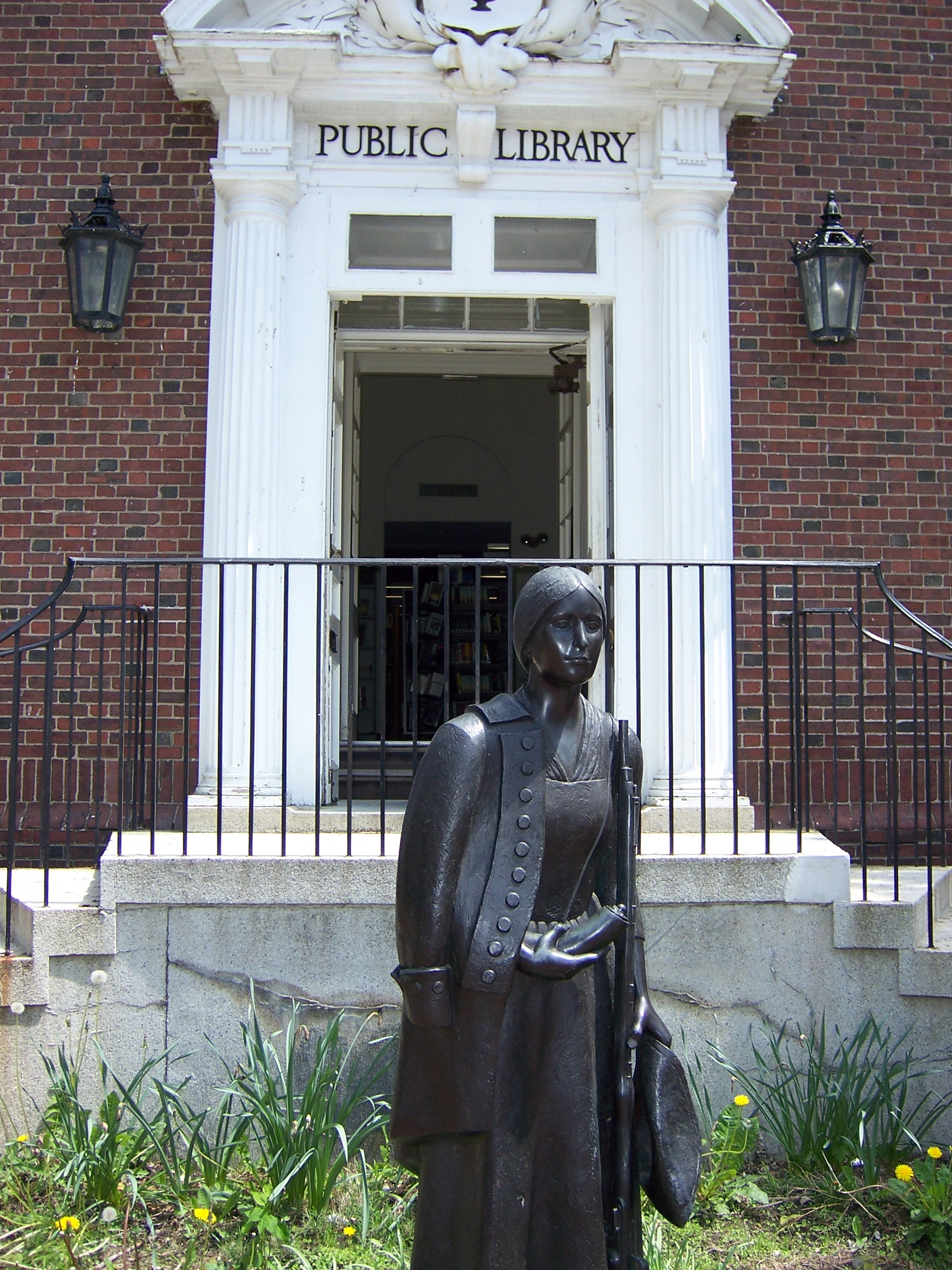
Statue vor der öffentlichen Bücherei in Sharon

Die Town Sharon ehrte Deborah Sampson mit der Deborah Sampson Street, eine Statue von ihr wurde vor der öffentlichen Bibliothek aufgestellt, dem Deborah Sampson Field und dem Deborah Sampson House.
Judy Chicago widmete Deborah Sampson eine Inschrift auf den dreieckigen Bodenfliesen des Heritage Floor ihrer 1974 bis 1979 entstandenen Installation The Dinner Party. Die mit dem Namen Deborah Sampson beschrifteten Porzellanfliesen sind dem Platz mit dem Gedeck für Anne Hutchinson zugeordnet.
Am 23. Mai 1983 wurde Deborah Sampson von Gouverneur Michael Dukakis zur Heroine of the Commonwealth of Massachusetts erklärt.